# Altschwendt
Altschwendt è un comune austriaco di 697 abitanti nel distretto di Schärding, in Alta Austria. Sul territorio comunale sorge l'osservatorio Seng. Il primo asteroide scoperto dall'osservatorio è stato dedicato alla città: 117156 Altschwendt.